# Tatai Öreg-tó
Tatai Öreg-tó este o arie protejată (arie de protecție specială avifaunistică — SPA) din Ungaria întinsă pe o suprafață de 2.623,98 ha, integral pe uscat.

## Localizare
Centrul sitului Tatai Öreg-tó este situat la coordonatele 47°37′31″N 18°21′07″E / 47.6253°N 18.3519°E.

## Înființare
Situl Tatai Öreg-tó a fost declarat arie de protecție specială avifaunistică în mai 2004 pentru a proteja 46 de specii de animale.

## Biodiversitate
Situată în ecoregiunea panonică, aria protejată nu include niciun habitat protejat.
La baza desemnării sitului se află mai multe specii protejate de  păsări (46): privighetoare-de-baltă (Acrocephalus melanopogon), pescăruș albastru (Alcedo atthis), rață pitică (Anas crecca), rață mare (Anas platyrhynchos), rață pestriță (Anas strepera), gârliță mare (Anser albifrons), gâscă cenușie (Anser anser), gârliță mică (Anser erythropus), gâscă de semănătură (Anser fabalis), acvilă de câmp (Aquila heliaca), stârc roșu (Ardea purpurea), rață-cu-cap-castaniu (Aythya ferina), rața moțată (Aythya fuligula), rață roșie (Aythya nyroca), buhai de baltă (Botaurus stellaris), gâsca cu piept roșu (Branta ruficollis), chirighiță-cu-obraz-alb (Chlidonias hybridus), chirighiță neagră (Chlidonias niger), barză albă (Ciconia ciconia), barză neagră (Ciconia nigra), erete de stuf (Circus aeruginosus), ciocănitoarea de stejar (Dendrocopos medius), ciocănitoare de grădină (Dendrocopos syriacus), ciocănitoare neagră (Dryocopus martius), egretă albă (Egretta alba), egretă mică (Egretta garzetta), muscar-gulerat (Ficedula albicollis), cocor (Grus grus), codalb (Haliaeetus albicilla), piciorong (Himantopus himantopus), stârc pitic (Ixobrychus minutus), sfrâncioc roșiatic (Lanius collurio), gușă albastră (Luscinia svecica), stârc de noapte (Nycticorax nycticorax), pițigoi de stuf (Panurus biarmicus), cormoran mic (Phalacrocorax pygmeus), bătăuș (Philomachus pugnax), ciocănitoare verzuie (Picus canus), lopătar (Platalea leucorodia), corcodel-cu-gât-negru (Podiceps nigricollis), cresteț pestriț (Porzana porzana), ciocântors (Recurvirostra avosetta), pițigoi-pungar (Remiz pendulinus), chiră de baltă (Sterna hirundo), corcodel mic (Tachybaptus ruficollis), fluierar de mlaștină (Tringa glareola).
Pe lângă speciile protejate, pe teritoriul sitului au mai fost identificate 6 specii de amfibieni, 1 specie de nevertebrate, 2 specii de reptile.